# Herb Chile
Herb Chile – jeden z symboli narodowych Chile.

## Opis
Obecny herb został zaprojektowany w 1834 roku przez angielskiego artystę Charlesa Wooda Taylora. Tarcza herbowa została podzielona na dwie części - górną niebieską i dolną czerwoną. Na środku znajduje się biała pięcioramienna gwiazda. Tarcza podtrzymywana jest przez kondora - najbardziej znaczącego ptaka andyjskiego i huemala - najrzadszego ssaka w Chile. Herb zwieńczony jest trzema piórami - białym, niebieskim i czerwonym, które nosili pierwsi prezydenci republiki na swoich kapeluszach. Na dole umieszczono wstęgę z mottem narodowym: Por la Razón o la Fuerza (hiszp. Rozumem albo siłą).

## Historia
Pierwszy herb Chile został przyjęty w 1812 roku. Przedstawiał on kolumnę (symbolizującą drzewo wolności) zwieńczoną globem ziemskim nad czym znajdowały się skrzyżowane szponton i gałązka oliwna. Wyżej umieszczono białą pięcioramienną gwiazdę i dewizę Post tenebras lux (łac. Po ciemnościach - światło). Po bokach kolumny umieszczono parę Indian, poniżej zaś motto:Aut cociliis aut ense (łac. Radą lub szpadą). Po okresie okupacji hiszpańskiej i wyzwoleniu Chile przez wojska San Martina i O’Higginsa 23 września 1819 roku przyjęto nowy herb. Przedstawiał on kolumnę wolności zwieńczoną globem ziemskim na ciemnoniebieskiej owalnej tarczy. Nad kolumną umieszczono białą wstęgę z napisem Libertad (hiszp. Wolność) i białą gwiazdę pięcioramienną (symbolizującą stolice kraju - Santiago). Po bokach kolumny umieszczono dwie identyczne gwiazdy (symbolizujące Concepcion i Coquimbo). Tarcza była otoczona gałązkami wawrzynu i panopliami. W herbie wielkim umieszczono dodatkowo Indianina, kajmana amerykańskiego i róg obfitości.
26 czerwca 1834 roku wprowadzono obecny herb zaprojektowany przez brytyjskiego artystę Carlosa Wood Taylora. W 1920 roku do herbu oficjalnie włączono dewizę Por la razón o la fuerza. Artykuł 6 Ustawy o bezpieczeństwie państwa penalizuje publiczne znieważanie symboli państwowych, w tym herbu.